# Oust-Marest
Oust-Marest és un municipi francès situat al departament del Somme i a la regió dels Alts de França. L'any 2007 tenia 649 habitants.

## Demografia

### Població
El 2007 la població de fet d'Oust-Marest era de 649 persones. Hi havia 278 famílies de les quals 60 eren unipersonals (20 homes vivint sols i 40 dones vivint soles), 111 parelles sense fills, 91 parelles amb fills i 16 famílies monoparentals amb fills.
La població ha evolucionat segons el següent gràfic:
Habitants censats

### Habitatges
El 2007 hi havia 297 habitatges, 281 eren l'habitatge principal de la família, 6 eren segones residències i 10 estaven desocupats. 272 eren cases i 25 eren apartaments. Dels 281 habitatges principals, 222 estaven ocupats pels seus propietaris, 56 estaven llogats i ocupats pels llogaters i 3 estaven cedits a títol gratuït; 3 tenien una cambra, 10 en tenien dues, 47 en tenien tres, 74 en tenien quatre i 148 en tenien cinc o més. 204 habitatges disposaven pel capbaix d'una plaça de pàrquing. A 142 habitatges hi havia un automòbil i a 111 n'hi havia dos o més.

### Piràmide de població
La piràmide de població per edats i sexe el 2009 era:
| Homes | Edats   | Dones |
| ----- | ------- | ----- |
| 0     | 95 o +  | 0     |
| 0     | 90 a 94 | 0     |
| 0     | 85 a 89 | 4     |
| 4     | 80 a 84 | 12    |
| 8     | 75 a 79 | 16    |
| 12    | 70 a 74 | 16    |
| 28    | 65 a 69 | 20    |
| 20    | 60 a 64 | 24    |
| 16    | 55 a 59 | 20    |
| 24    | 50 a 54 | 28    |
| 24    | 45 a 49 | 36    |
| 20    | 40 a 44 | 8     |
| 40    | 35 a 39 | 20    |
| 40    | 30 a 34 | 32    |
| 20    | 25 a 29 | 20    |
| 12    | 20 a 24 | 24    |
| 4     | 15 a 19 | 8     |
| 16    | 10 a 14 | 24    |
| 0     | 5 a 9   | 24    |
| 36    | 0 a 4   | 16    |

## Economia

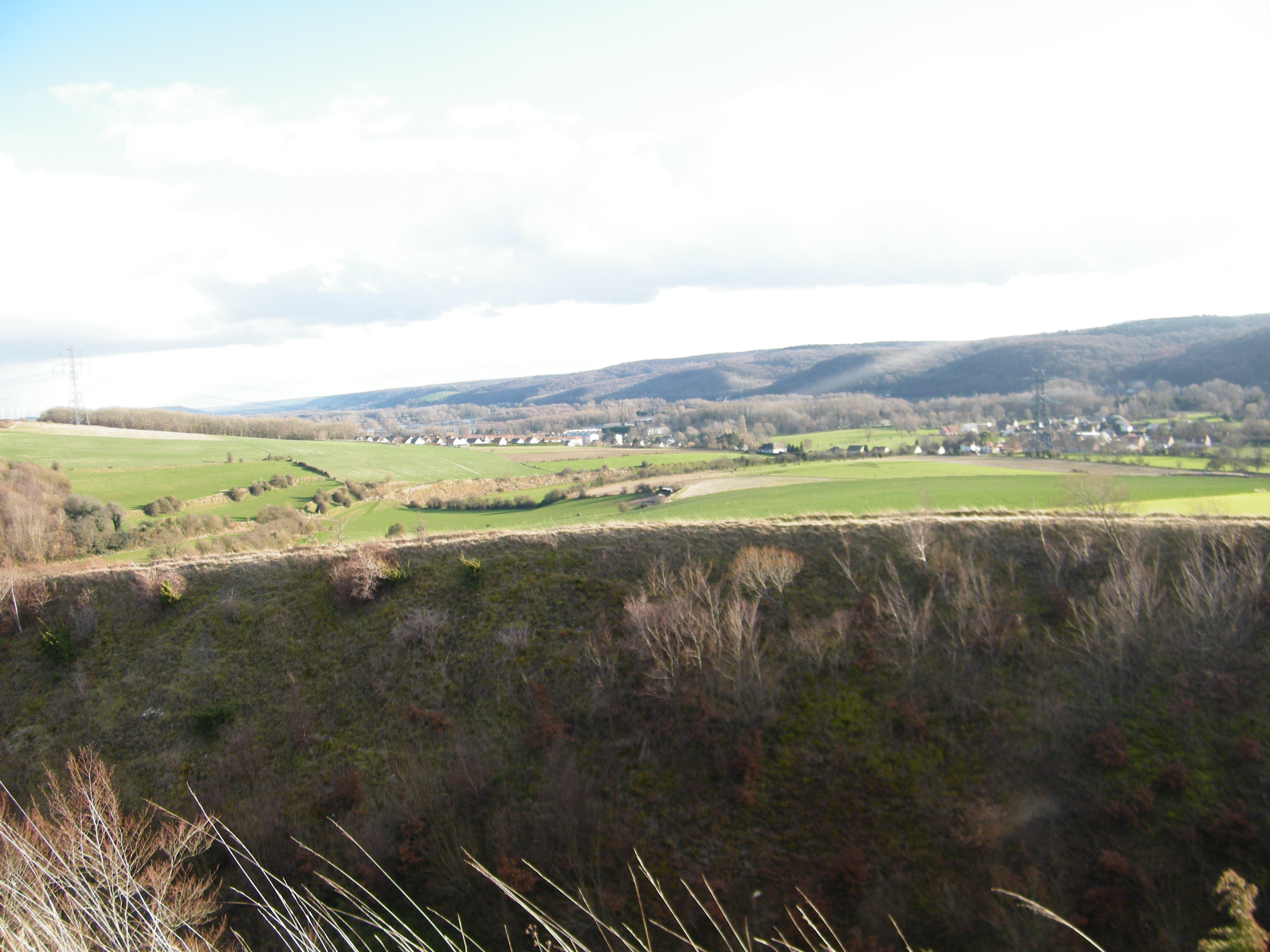

El 2007 la població en edat de treballar era de 433 persones, 318 eren actives i 115 eren inactives. De les 318 persones actives 299 estaven ocupades (164 homes i 135 dones) i 19 estaven aturades (9 homes i 10 dones). De les 115 persones inactives 43 estaven jubilades, 36 estaven estudiant i 36 estaven classificades com a «altres inactius».

### Ingressos
El 2009 a Oust-Marest hi havia 290 unitats fiscals que integraven 679 persones, la mediana anual d'ingressos fiscals per persona era de 18.069 €.

### Activitats econòmiques
Dels 9 establiments que hi havia el 2007, 1 era d'una empresa extractiva, 4 d'empreses de fabricació d'altres productes industrials, 1 d'una empresa de construcció, 1 d'una empresa d'hostatgeria i restauració, 1 d'una entitat de l'administració pública i 1 d'una empresa classificada com a «altres activitats de serveis».
Dels 2 establiments de servei als particulars que hi havia el 2009, 1 era una lampisteria i 1 perruqueria.
L'any 2000 a Oust-Marest hi havia 6 explotacions agrícoles.

## Equipaments sanitaris i escolars
El 2009 hi havia una escola elemental.

## Poblacions més properes
El següent diagrama mostra les poblacions més properes.